# Fara Gera d’Adda
Fara Gera d’Adda település Olaszországban, Lombardia régióban, Bergamo megyében.

## Fekvése
Fara Gera d’Adda Treviglio, Pontirolo Nuovo, Canonica d’Adda, Cassano d’Adda és Vaprio d’Adda községekkel határos.
Lakosainak száma 7987 fő (2023. január 1.).

## Népesség
A település lakossága az elmúlt években az alábbi módon változott:
| Lakosok száma | 7396 | 8043 | 8017 | 7987 |
|               | 2004 | 2017 | 2018 | 2023 |